# Apriona flavescens
Apriona flavescens es una especie de escarabajo longicornio del género Apriona, subfamilia Lamiinae. Fue descrita científicamente por Kaup en 1866.
Se distribuye por Indonesia (Borneo, Sumatra), Tailandia y Malasia. Mide 33-58 milímetros de longitud. El período de vuelo de esta especie ocurre en todos los meses del año, excepto en octubre.
Parte de la dieta de Apriona flavescens se compone de plantas de la familia Moraceae.